# Francesco Mantica (1534-1614)
Francesco Mantica (Venzone, 20 de março de 1534 - Roma, 28 de janeiro de 1614) foi um cardeal do século XVII

## Biografia
Nasceu em Venzone em 20 de março de 1534. De uma família nobre originária de Como. Filho de Andrea Mantica e sua segunda esposa, Fontana, filha de Rizzardo, conde e castellano de Fontanabuona.
Estudou na Universidade de Bolonha (direito civil); e na Universidade de Pádua, onde obteve o doutorado in utroque iure , direito canônico e civil, em 1558.
professor público e leitor de direito na Universidade de Pádua, 1559, por vinte e seis anos; entre seus alunos estavam os sobrinhos do Papa Clemente VIII. Agregado à nobreza de Udine, 1561. Auditor da Sagrada Rota Romana, 1580, por dez anos. Jurista de fama; seu De conjecturis ultimarum voluntatum foi um autêntico best-seller nos anos 1500 e 1600.
Criado cardeal diácono no consistório de 5 de junho de 1596; recebeu o chapéu vermelho em 8 de junho de 1596; e a diaconia de S. Adriano, em 21 de junho de 1596. Optou pela ordem dos cardeais presbíteros e pelo título de S. Tommaso em Parione, em 24 de janeiro de 1597.
Ordenado, (sem data encontrada), pelo Cardeal Agostino Valeri, bispo de Verona. Optou pelo título de S. Maria del Popolo, em 17 de junho de 1602. Participou do conclave de março de 1605, que elegeu o Papa Leão XI. Participou do conclave de maio de 1605, que elegeu o Papa Paulo V. Camerlengo do Sagrado Colégio dos Cardeais de 13 de janeiro de 1614 até sua morte.
Morreu em Roma em 28 de janeiro de 1614. Sepultado na igreja de S. Maria del Popolo